# Forcipomyia phlebotomoides
Forcipomyia phlebotomoides is een muggensoort uit de familie van de knutten (Ceratopogonidae). De wetenschappelijke naam van de soort is voor het eerst geldig gepubliceerd in 1933 door Bangerter.